# Éditions Bruylant
Les Éditions Bruylant sont une maison d'édition belge spécialisée dans la publication de Codes, de revues et d'ouvrages en matière juridique, de relations internationales et de sciences politiques, fondées en 1838 par Jean-Baptiste Bruylant. Jean Vandeveld en était le président-directeur général jusqu'en 2011. Les Éditions Bruylant ont alors été rachetées par le Groupe De Boeck. Depuis juillet 2013, les Éditions Bruylant constituent, avec les Éditions Larcier, Promoculture-Larcier et Larcier Business, le Groupe Larcier.

## Publications
Les Éditions Bruylant publient des Codes belges sous divers formats, ainsi que 22 revues spécialisées sous forme physique ou électronique, notamment : Pasicrisie, Pasinomie, Cahiers de droit européen, Administration Publique, B-arbitra, etc.